# Liechtenstein en los Juegos Olímpicos de Pekín 2022
Liechtenstein estuvo representado en los Juegos Olímpicos de Pekín 2022 por dos deportistas que competirán en dos deportes. Responsable del equipo olímpico es el Federación Olímpica Deportiva de Liechtenstein, así como las federaciones deportivas nacionales de cada deporte con participación.
Los portadores de la bandera en la ceremonia de apertura fueron el presidente de la Federación Olímpica Deportiva de Liechtenstein Stefan Marxer. El equipo olímpico de Liechtenstein no obtuvo ninguna medalla en estos Juegos.